# 3D酔い
3D酔い（スリーディーよい）は、3Dコンテンツの視聴中に発生する、乗り物酔いに類似する症状。

## 概要
より広範な定義として映像酔いと呼ばれる場合もある。
大きく分けて2つの場面で発生する。一つは、ファーストパーソン・シューティングゲーム（FPS）などの3Dゲームのプレイ中に起こる場合（この場合画面自体は平面である）。もう一つは、3次元映像など立体視可能な3Dコンテンツの視聴中に発生する場合。人によっては、自動車教習所の教習カリキュラムであるシミュレータ教習（普通自動車・自動二輪車共）で起こることもある。前者は1993年にDOOMが登場して以降プレイヤーの話題となり「DOOM酔い」と呼ばれた。
3D酔いが起こる原因については現在もはっきりしてはいない。視覚によって得られる動きとそれ以外の身体感覚によって得られる動きの感覚の相違（例えば視覚上では動いているはずなのに身体は実際には動いていない）によって乗り物酔いと似た症状に至ると考えられている。船酔いも含めての仮説として、視覚と三半規管で認知されるバランスが異なると、脳が幻覚を見ていると誤認してしまうことが挙げられている。人間が幻覚に陥る原因として最も高い可能性は服毒であり、人間の進化の過程で生存本能として幻覚＝毒＝嘔吐という生理反応が起こっているのではないかと推測されている。長時間船に乗ったり、ゲームをプレイし続けると酔が収まるのも脳の学習機能であると考えられる。
アーケードゲーム『機動戦士ガンダム 戦場の絆』では、『パノラミック・オプティカル・ディスプレイ(p.o.d.)』とよばれる半球スクリーンを持った操縦席型の筐体が採用されたが、3D酔いの報告があったため、アップデートにより起動時の警告表示や3D酔いが起こりにくいコックピット表示を選択可能になった。
コンテンツを制作する側でも3D酔いが問題として認識されており、3Dフライトシューティングゲームのエースコンバットシリーズでは開発段階から3D酔いが起こりにくいような調整が施されている。

## 発生しやすいプレイ環境下
- 周りが暗い（室内照明が不十分）
- 長時間プレイによる疲れ
- 液晶テレビなどに見られる残像
- 画面が小さすぎる（注視する必要がある）もしくは大きすぎる（視界を占有する為錯覚し易い）
- 視界が悪い (天井が低い、上の視界を遮る物がある場合)
- 動きが激しい（特に上下動が大きいと問題が起き易い）
- フレームレートが低い
- カメラの動きが激しい
- 3Dモデリングが歪んでいる
- そのゲームの操作やシステムに慣れられず、思った方向に正確にキャラクターを動かせない
  - カメラ（視点）がいきなり意図しない方向にパン・ズームした
  - 主人公見下ろし型のゲームの場合、主人公がプレイヤーの意図する方向と、違う方向に移動してしまった。プレイヤーが向きたい方向に主人公が向かなかった
  - 主人公の移動速度が意図した速度と違う場合
  - 他人のプレイを観ている場合

## 主な症状
- 頭痛
- 眩暈（平衡感覚の異常）
- 吐き気・悪心
- 冷や汗
- 軽度のパニック（動悸・呼吸亢進）